# Фиг, Пол
Пол Сэ́мюэл Фиг (иногда Фейг; англ. Paul Samuel Feig, род. 17 сентября 1962, Маунт-Клеменс, Мичиган, США) — американский актёр, режиссёр и сценарист. Известен своими ролями в телесериале «Сабрина — маленькая ведьма» и в фильме «Толстопузы». Фиг является создателем сериала «Хулиганы и ботаны» (англ. Freaks and Geeks), за создание которого номинировался на премию «Эмми». Также он режиссировал некоторые эпизоды сериалов «Офис» и «Замедленное развитие».

## Биография
Пол Фиг родился в городе Маунт-Клеменс, штат Мичиган. Некоторое время обучался в Университете Уэйна, затем поступил в Университет Южной Калифорнии в Лос-Анджелесе.
Переехав в Лос-Анджелес, Фиг работал экскурсоводом в кинокомпании Universal Studios Hollywood. В это время он начинает участвовать в выступлениях в жанре stand-up comedy, а также появляется в некоторых телешоу (The Jackie Thomas Show), сериалах и фильмах (например, в фильме 1995 года «Толстопузы», где сыграл вожатого Тима). В первом сезоне сериала «Сабрина — маленькая ведьма» Фиг исполнил роль Юджина Пула, учителя биологии.
В 1999 году Фиг, вместе с продюсером и сценаристом Джаддом Апатоу, начал работу над сериалом «Хулиганы и ботаны». Было отснято 18 эпизодов, однако затем сериал был закрыт. За пилотный и финальный эпизод Фиг дважды номинировался на «Эмми».

## Фильмография

### Режиссёр
| Год  |   | Русское название         | Оригинальное название        | Роль                              |
| ---- | - | ------------------------ | ---------------------------- | --------------------------------- |
| 2003 | ф | Меня зовут Дэвид         | I Am David                   | режиссёр, сценарист               |
| 2006 | ф | Дети без присмотра       | Unaccompanied Minors         | режиссёр                          |
| 2011 | ф | Девичник в Вегасе        | Bridesmaids                  | режиссёр, исполнительный продюсер |
| 2013 | ф | Копы в юбках             | The Heat                     | режиссёр, исполнительный продюсер |
| 2015 | ф | Шпион                    | Spy                          | режиссёр, сценарист, продюсер     |
| 2016 | ф | Охотники за привидениями | Ghostbusters                 | режиссёр, исполнительный продюсер |
| 2018 | ф | Простая просьба          | A Simple Favor               | режиссёр, продюсер                |
| 2019 | ф | Прошлое рождество        | Last Christmas               | режиссёр, продюсер                |
| 2022 | ф | Школа добра и зла        | The School for Good and Evil | режиссёр, сценарист, продюсер     |
| 2024 | ф | Джекпот                  | Jackpot!                     | режиссёр, продюсер                |
| 2025 | ф | Ещё одна простая просьба | Another Simple Favor         | режиссёр, продюсер                |
| 2025 | ф | Горничная                | The Housemaid                | режиссёр, продюсер                |

### Актёр
| Год       |   | Русское название           | Оригинальное название      | Роль             |
| --------- | - | -------------------------- | -------------------------- | ---------------- |
| 1990      | ф | Лыжный патруль             | Ski Patrol                 | Стэнли Качельски |
| 1995      | ф | Толстопузы                 | Heavyweights               | Тим              |
| 1996—1997 | с | Сабрина — маленькая ведьма | Sabrina, the Teenage Witch | Юджин Пул        |